# Лефконико
Лефконико (др.-греч. Λευκόνοικο) ― город на равнине Месаория, находящийся де-факто под контролем Северного Кипра. Лефконико является родиной национального поэта Василиса Михаэлидиса. Город известен своими кружевами.
Авиабаза турецких ВВС Гечиткале находится недалеко от Лефконико.
В 1909 году в городе был основан первый кооператив на Кипре, а в 1939 году был образован муниципалитет Лефконико.
В 1955 году во время антибританской демонстрации школьники сожгли городское почтовое отделение. На жителей Лефконико был наложен коллективный штраф в размере 2000 долларов, а губернатор Кипра распорядился ввести в Лефконико 24-часовой комендантский час до тех пор, пока сумма не будет выплачена.
До 1960 года в городе проживали как греки, так и турки-киприоты. Последние составляли меньшинство. За исключением семьи из трех человек, все турки-киприоты покинули город в годы чрезвычайного положения. Киприоты-греки были перемещены на юг острова во время турецкого вторжения на Кипр в 1974 году, а Лефконико был вновь заселен киприотами-турками из Кофину и близлежащего Артеми, которые были заброшены. В 1960 году население Лефконико составляло 2358 человек. Это был 8-й по численности населенный пункт в округе Фамагуста и 32-й на всем Кипре. По состоянию на 2011 год его население составляло 1253 человека.
В 1955 году был основан кипрско-турецкий клуб Гечиткале Гюнай Спор Кулубю и в настоящее время он выступает в 1-й лиге Турецкой футбольной ассоциации Кипра (CTFA). Также в 2012 году была основана женская команда Гечиткале, которая в настоящее время выступает в высшей лиге женской лиги CTFA.